# Pan paniscus
Il bonobo (Pan paniscus Schwarz, 1929), storicamente noto anche come scimpanzé pigmeo o scimpanzé nano, è un primate della famiglia degli ominidi, appartenente, insieme allo scimpanzé comune (Pan troglodytes), al genere Pan. Sebbene sia una specie distinta, a volte si usa il termine scimpanzé per riferirsi anche al bonobo. Bonobo e scimpanzé formano la sottotribù Panina (composta interamente dal genere Pan) e sono chiamati collettivamente panin.
Il bonobo si distingue dallo scimpanzé per le gambe relativamente lunghe, le labbra rosa, il viso scuro, il peso leggermente minore e per i ciuffi di peli sulla sommità della testa. Il bonobo si trova in un'area di 500.000 km² (190.000 sq mi) del bacino del fiume Congo, nella Repubblica Democratica del Congo, Africa centrale. La specie è onnivora e abita le foreste primarie e secondarie, comprese le foreste palustri stagionalmente inondate. A causa dell'instabilità politica nella regione e della timidezza dei bonobo, sono state svolte poche ricerche sul campo per osservare la specie nel suo habitat naturale.
Insieme allo scimpanzé comune, il bonobo è la specie esistente evolutivamente più vicina agli umani. È stata riconosciuta come specie distinta dallo scimpanzé comune nel 1933 e studi genetici successivi hanno confermato tale classificazione tassonomica, stimando una differenza pari allo 0,3% tra i patrimoni genetici delle due specie. Poiché esse non sono abili nuotatrici, la formazione del fiume Congo, circa 1,5–2 milioni di anni fa, ha probabilmente diviso in due popolazioni il loro ultimo antenato comune, portando alla speciazione del bonobo a sud del fiume e dello scimpanzé comune a nord.
Non ci sono dati precisi sulla popolazione dei bonobo, ma la stima è compresa tra i 29.500 e i 50.000 individui. La specie è elencata come in pericolo nella Lista Rossa IUCN ed è minacciata dalla distruzione dell'habitat e dalla crescita della popolazione umana nell'area, sebbene il bracconaggio commerciale sia la minaccia più pesante per questi animali. I bonobo vivono tipicamente 40 anni in cattività, mentre la loro durata vitale in natura è sconosciuta, ma quasi certamente molto più breve.

## Etimologia
Nonostante la specie venga talvolta riferita come "scimpanzé pigmeo", il bonobo non è particolarmente più piccolo rispetto allo scimpanzé comune, ad eccezione della testa. L'appellativo "pigmeo" è attribuibile ad Ernst Schwarz, che ha classificato la specie sulla base di un cranio di bonobo precedentemente ed erroneamente etichettato come un giovane scimpanzé, notando le sue dimensioni ridotte rispetto ai crani di scimpanzé.
Il nome "bonobo" apparve per la prima volta nel 1954, quando lo zoologo austriaco Eduard Paul Tratz e il biologo tedesco Heinz Heck lo proposero come nuovo nome generico per gli scimpanzé pigmei. Si pensa che il nome derivi da un errore di ortografia su una cassa di spedizione dalla città di Bolobo sul fiume Congo vicino al luogo da cui furono raccolti i primi esemplari di bonobo negli anni '20.

## Descrizione

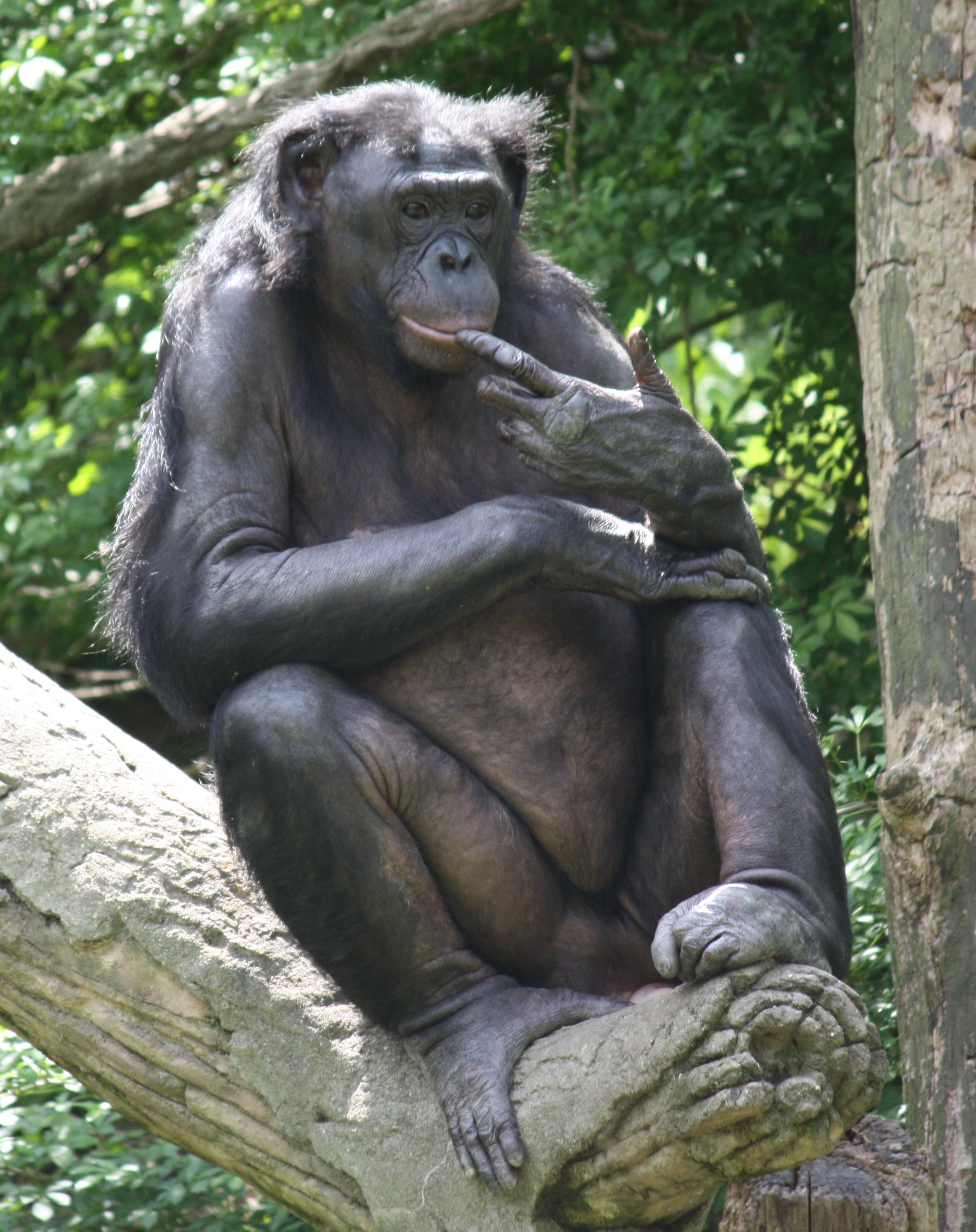
Un bonobo, allo zoo di Cincinnati

Il bonobo è comunemente considerato più piccolo e gracile dello scimpanzé comune. Sebbene i grandi scimpanzé maschi possano superare qualsiasi bonobo in massa e peso, le due specie in realtà si sovrappongono ampiamente nelle dimensioni corporee. Le femmine sono un po' più piccole dei maschi adulti e, come gli scimpanzé, i maschi presentano canini ben sviluppati. La massa corporea nei maschi varia da 34 a 60 kg (da 75 a 132 libbre), contro una media di 30 kg (66 libbre) per le femmine. La lunghezza totale dei bonobo (dalla punta del naso alla groppa mentre sono a quattro zampe) è compresa tra i 70 e gli 83 centimetri. Quando i bonobo adulti e gli scimpanzé si sollevano sulle gambe in posizione eretta, possono entrambi raggiungere un'altezza di 125 centimetri.
La testa del bonobo è relativamente più piccola di quella dello scimpanzé comune con arcate sopracciliari meno prominenti sopra gli occhi. I bonobo hanno la faccia nera con labbra rosa, orecchie piccole coperte dalla peluria della testa, narici larghe e lunghi capelli sulla testa che si separano sulla linea mediana del cranio. Il mantello è nero, con peli lunghi e sottili, talvolta con una zona bianca che tende a scomparire nell'età adulta. In età avanzata si possono manifestare calvizie. Le femmine hanno seni leggermente più prominenti, in contrasto con i seni piatti di altre scimmie, sebbene non così prominenti come quelli degli umani. Rispetto allo scimpanzé comune il bonobo presenta un torso più snello, spalle strette, collo sottile e gambe più lunghe. I bonobo hanno arti superiori più corti e arti inferiori più lunghi e più pesanti, quest'ultima caratteristica dovuta al maggiore sviluppo muscolare.

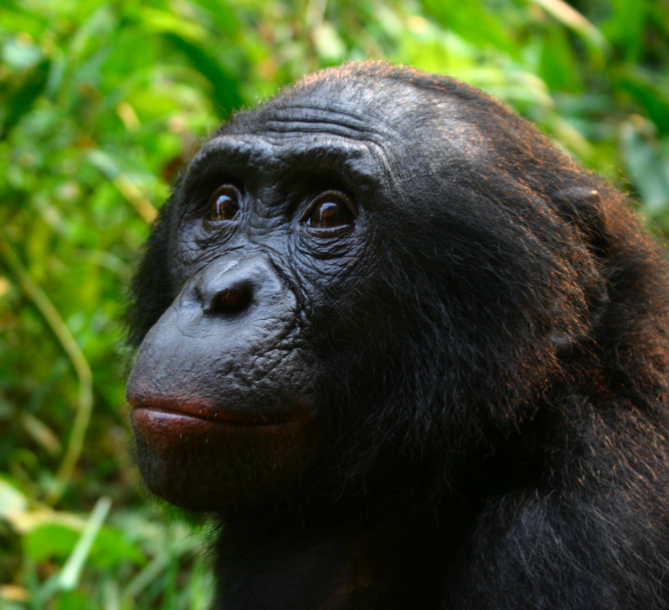
Primo piano del volto di un bonobo, nella Repubblica Democratica del Congo

I bonobo hanno abitudini sia terrestri che arboricole. La maggior parte della locomozione a terra è caratterizzata da una camminata quadrupede appoggiando il peso del corpo sulle nocche. Questi animali sono in grado di camminare in posizione eretta, sebbene l'andatura bipede sia estremamente rara, rappresentando meno dell'1% della locomozione terrestre in natura, nonostante in cattività ci sia un'ampia variazione. L'andatura bipede in cattività è stata osservata dal 3,9% a quasi il 19%, a seconda delle circostanze. Queste caratteristiche fisiche e la loro postura conferiscono al bonobo un aspetto più simile a quello degli umani, rispetto allo scimpanzé comune. Il bonobo ha anche tratti del viso altamente individuali, proprio come gli esseri umani, in modo che un individuo possa apparire significativamente diverso da un altro, una caratteristica adattatasi per il riconoscimento facciale visivo e per l'interazione sociale.
L'analisi multivariata ha dimostrato che i bonobo sono più neotenizzati degli scimpanzé, tenendo conto di caratteristiche come la lunghezza del tronco, proporzionalmente più allungata nei bonobo e le dimensioni ridotte del cranio. Altri ricercatori hanno contestato questa conclusione. Uno studio del 2006 sulle performance nel salto, effettuato su otto esemplari di bonobo in cattività, indica che i muscoli di queste scimmie antropomorfe sono notevolmente più potenti di quelli degli esseri umani odierni, probabilmente a causa di differenze fisiologiche del tessuto muscolare stesso.

## Biologia

### Alimentazione

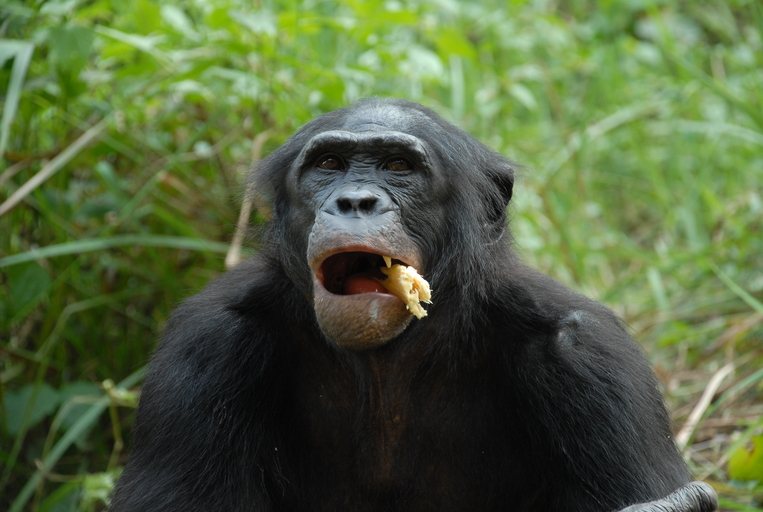
Alimentazione

I bonobo hanno tendenze più arboree rispetto agli scimpanzé. Sono frugivori-onnivori; il 60% della loro dieta è composta da frutta, integrando nella loro dieta anche foglie, miele, insetti, lumache, ragni, scorpioni, uccelli e le loro uova oltre alla carne di piccoli vertebrati, come anomaluridi, scoiattoli volanti, cefalofi e cercopiteco di palude. I vegetali forniscono la maggior parte dell'apporto di nutrienti, comprese le proteine, mentre il restante fabbisogno proteico viene soddisfatto dalle proteine di origine animale. Rispetto agli scimpanzé tendono a nutrirsi con maggiore frequenza di piante erbacee.
Nel 2008 è stato riportato anche un caso di cannibalismo, ai danni di un cucciolo morto, un evento che è ritenuto molto raro tra i bonobo, ma più conosciuto tra gli scimpanzé.
Diversamente dagli scimpanzé i bonobo in natura non utilizzano strategie sofisticate per nutrirsi, mentre quelli in cattività mostrano una buona abilità nell'utilizzo di utensili vari.

### Locomozione

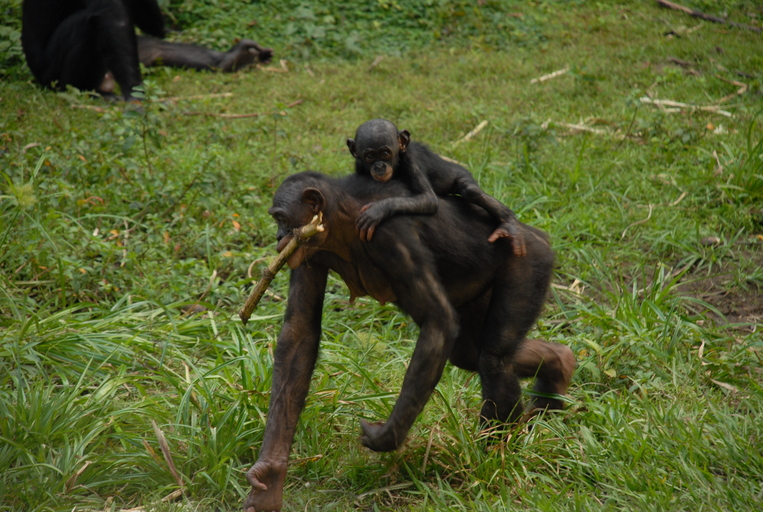
Locomozione sulle nocche

Quando sono a terra i bonobo si comportano di preferenza da quadrupedi, usando le nocche delle mani come punto di appoggio per gli arti anteriori, similmente a scimpanzé e gorilla. La maggior parte degli spostamenti su lunga distanza vengono effettuati sul terreno, usando normalmente quattro punti d'appoggio e passando a tre o due punti nel caso si stia trasportando un oggetto. Sebbene alcuni esemplari in cattività abbiano mostrato una tendenza al bipedismo superiore a quella degli altri primati, osservazioni eseguite su esemplari in natura tendono a ridimensionare la propensione dei bonobo alla locomozione bipede. Possiedono una muscolatura notevolmente sviluppata rispetto alle loro dimensioni.
La progressione arborea viene utilizzata principalmente per percorrere brevi distanze o per fuggire da eventuali pericoli. Si sono osservati i bonobo percorrere interamente sugli alberi fino ad 1 km per raggiungere fonti di cibo. Tra i rami i bonobo possono effettuare spostamenti orizzontali attraverso un tipo di locomozione che sfrutta tutti e quattro gli arti o una forma nella quale alternano i soli arti superiori dondolandosi da un ramo all'altro. Se necessario possono effettuare brevi salti.

### Organizzazione sociale e abitudini
I bonobo si raggruppano in popolazioni solitamente composte da 30-80 individui, che occupano in genere un'area di 20-60 km² di foresta, con estese sovrapposizioni tra i territori di diverse popolazioni.
Le comunità sono composte di maschi, femmine e cuccioli. Secondo l'etologo Frans de Waal queste comunità seguono un modello matriarcale, che sarebbe favorito dalla tendenza delle femmine di bonobo ad associarsi fra di loro; tuttavia le femmine di grado più basso nella scala sociale tendono a migrare ed a legarsi con altre femmine in nuove comunità, mentre i maschi presentano un comportamento filopatrico e raramente abbandonano la comunità di appartenenza. Si suppone che la tendenza delle femmine di bonobo ad associarsi tra di loro serva a ridurre la frequenza delle aggressioni nei loro confronti da parte degli esemplari maschi. Tuttavia è stato osservato che la maggioranza della discendenza all'interno delle comunità è dovuta ai maschi dominanti, indice di un certo grado di competizione all'interno della comunità stessa sia tra i maschi, che tra le femmine.

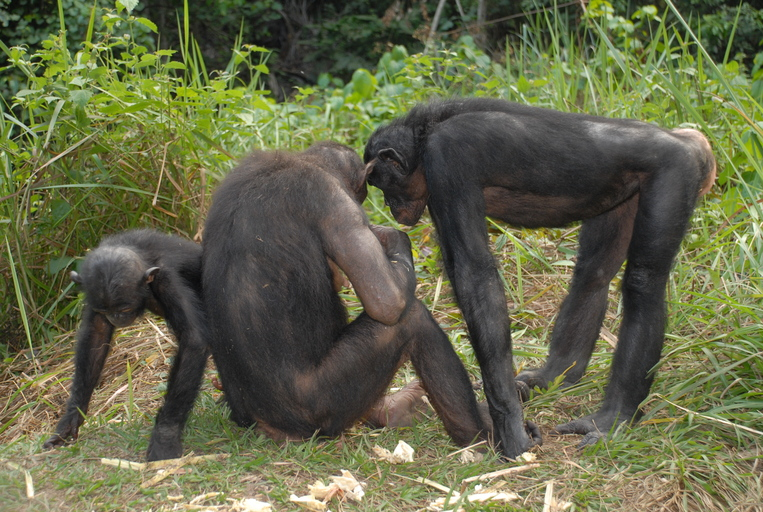
Gruppo di individui

Secondo alcuni studiosi la società dei bonobo è improntata sulla pacifica convivenza. De Waal afferma che questi primati sono spesso capaci di altruismo, compassione, empatia, gentilezza, pazienza e sensibilità; la ragione di ciò, secondo il professor de Waal, sarebbe l'eccezionale propensione dei bonobo a praticare sesso ricreativo, ovvero non riproduttivo, anche omosessuale, attività che appianerebbe le tensioni all'interno del gruppo e che ridurrebbe la tendenza a difendere violentemente il territorio del branco. L'esuberante sessualità dei bonobo, che è stata spesso accostata ai comportamenti umani e secondo de Waal sarebbe una forma evoluta di comunicazione sociale, è uno degli aspetti più discussi del comportamento di questi primati. Gli studi specifici sulla sessualità dei bonobo nel loro ambiente naturale risultano significativamente differenti rispetto a quelli condotti sugli esemplari in cattività e non mostrano comportamenti eccezionali, se si eccettua il fatto che i bonobo talvolta si accoppino ventre contro ventre. Il professor Takeshi Furuichi ha infatti osservato che il 95% dei rapporti sessuali delle femmine di bonobo dell'oasi di Wamba avviene durante il periodo di massima ricettività sessuale, una cifra molto simile al 97% osservato per gli scimpanzé. Il tasso di accoppiamenti in natura, sia per gli esemplari femmina che per i maschi, durante il periodo di ricettività sessuale delle femmine è leggermente più elevato tra gli scimpanzé che tra i bonobo, mentre le femmine di bonobo hanno periodi di ricettività lievemente più lunghi.
Alcuni studiosi sono inoltre cauti nell'attribuire eccezionale mitezza ai bonobo, osservando che sia gli scimpanzé che i gorilla erano considerati specie poco aggressive prima che studi estensivi fossero condotti sul loro comportamento. L'incontro tra comunità diverse di bonobo comporta atteggiamenti violenti ed aggressioni in circa il 50% dei casi. Il sorprendente tasso di menomazioni fisiche osservato tra i bonobo in natura, quali la mancanza di almeno un dito tra i due terzi dei maschi, è stato ricondotto a comportamenti aggressivi intraspecifici. Si è osservato infatti che il tasso di aggressioni fra maschi della stessa comunità è molto simile tra bonobo e scimpanzé.
Alcuni studi effettuati esclusivamente sui bonobo in cattività hanno evidenziato il fenomeno della "third party affiliation", ovvero il contatto affiliativo (sedersi in contatto, abbracciarsi, accarezzarsi, grattarsi a vicenda), offerto alla vittima di un'aggressione da parte di un membro del gruppo diverso dall'aggressore, già descritto in altre scimmie antropomorfe, oltre che negli esseri umani. Tale comportamento contribuisce a mitigare lo stress della vittima dell'aggressione e riduce la probabilità di future aggressioni nei suoi confronti.
A detta di alcuni ricercatori della Georgia State University, il bonobo Kanzi si sarebbe guadagnato il titolo di prima scimmia parlante della storia, avendo acquisito una notevolissima capacità di espressione e interazione, fino ad articolare alcune comprensibili parole parlate.

### Comportamento sociosessuale

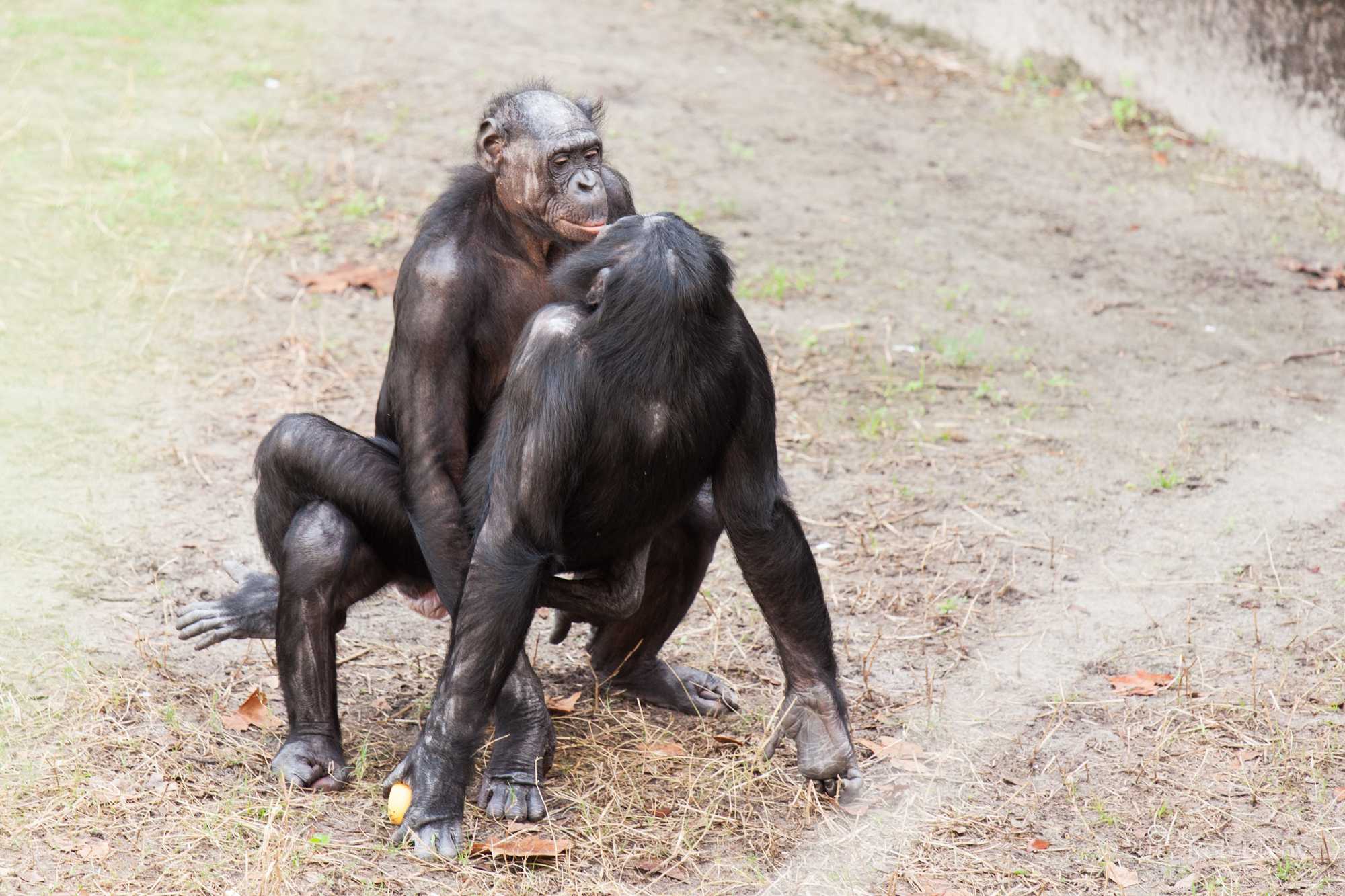
Accoppiamento di bonobo nel giardino zoologico di Jacksonville

L'attività sessuale ha generalmente un ruolo principale nella società dei bonobo in quanto viene usata come saluto, come mezzo per formare legami sociali, come mezzo di risoluzione dei conflitti e riconciliazione. I bonobo sono l'unica specie oltre quella umana a praticare il bacio "alla francese" e una delle pochissime che pratica il sesso orale (nel 2013 si è scoperto che questo viene praticato anche dal maschio della volpe volante indiana). I bonobo e gli umani sono i soli primati che intraprendono sesso genitale faccia-a-faccia, benché una coppia di gorilla occidentali sia stata fotografata nella stessa posizione.
Il clitoride dei bonobo è più grande ed esternalizzato rispetto alla maggior parte dei mammiferi; mentre il peso di un esemplare "adolescente" femmina è circa la metà di quello di un adolescente umano, il bonobo ha un clitoride tre volte più grande di quello umano, tanto da oscillare inconfondibilmente durante la deambulazione ed essere abbastanza visibile. Nella letteratura scientifica, il comportamento di pressione dei genitali tra femmine di bonobo è spesso indicato come sfregamento genito-genitale (GG), che è l'analogo del tribadismo umano. Questa attività sessuale avviene all'interno della comunità femminile dei bonobo e talvolta al di fuori di essa. L'etologo Jonathan Balcombe ha affermato che le femmine di bonobo strofinano rapidamente i loro clitoridi per dieci o venti secondi: questo comportamento, che può essere ripetuto in rapida successione, è solitamente accompagnato da stridore, urla e ingorgo clitorideo; ha aggiunto che si stima che si impegnino in questa pratica circa una volta ogni due ore in media. Poiché i bonobo occasionalmente si accoppiano faccia-a-faccia, la biologa evoluzionista Marlene Zuk ha suggerito che la posizione del clitoride nei bonobo e in alcuni altri primati si sia evoluta per massimizzare la stimolazione durante i rapporti sessuali.
I maschi dei bonobo occasionalmente intraprendono tra di loro svariate forme di rapporto genitale., analoghe al frottage, praticato dai maschi degli esseri umani. In una di queste forme, due bonobo maschi si arrampicano su un ramo di un albero e praticano faccia-a-faccia il cosiddetto "duello di peni". Un'altra forma di interazione genitale viene praticata da due maschi per esprimere riconciliazione dopo un conflitto, strofinando il proprio sacco scrotale schiena-contro-schiena (strofinamento posteriore). Takayoshi Kano ha osservato tali pratiche tra i bonobo nel loro habitat naturale.
I tassi di riproduzione dei bonobo non sono superiori a quelli dello scimpanzé comune. Tuttavia, i periodi di estro nelle femmine di bonobo sono più lunghi. Durante l'estro, le femmine subiscono un rigonfiamento del tessuto perineale che dura da 10 a 20 giorni. Il periodo di gestazione è in media di 240 giorni. L'amenorrea postpartum dura meno di un anno e una femmina può riprendere i segni esterni dell'estro entro un anno dal parto, molto prima rispetto agli scimpanzé, sebbene probabilmente non sia ancora fertile. Inoltre, le femmine sterili o troppo giovani per riprodursi sono già impegnate in attività sessuali. I bonobo femmine portano e allattano i loro piccoli per quattro anni e partoriscono in media ogni 4,6 anni. Le madri aiuteranno i loro figli a ottenere più accoppiamenti dalle femmine in estro. I bonobo maschi adulti hanno attività sessuali anche con i giovani, anche se senza penetrazione.
L'infanticidio, sebbene ben documentato negli scimpanzé, è apparentemente assente nella società dei bonobo. La natura altamente sessuale della società dei bonobo e il fatto che ci sia poca competizione sui compagni, significa che più maschi e femmine si accoppino tra di loro, in contrasto con la società più rigida degli scimpanzé dove il maschio dominante genera la maggior parte della prole in un gruppo. La strategia delle femmine dei bonobo, che si accoppiano con molti maschi, può essere una controstrategia all'infanticidio perché confonde la paternità. Se i bonobo maschi non sono in grado di distinguere la propria prole dagli altri, l'incentivo all'infanticidio essenzialmente scompare. Questa è una strategia riproduttiva che sembra specifica per i bonobo; l'infanticidio è osservato in tutte le altre grandi scimmie, compresi gli umani, ad eccezione degli oranghi.
Non si è ancora a conoscenza di come i bonobo evitino il virus di immunodeficienza delle scimmie e i suoi effetti.

### Comportamento pacifico

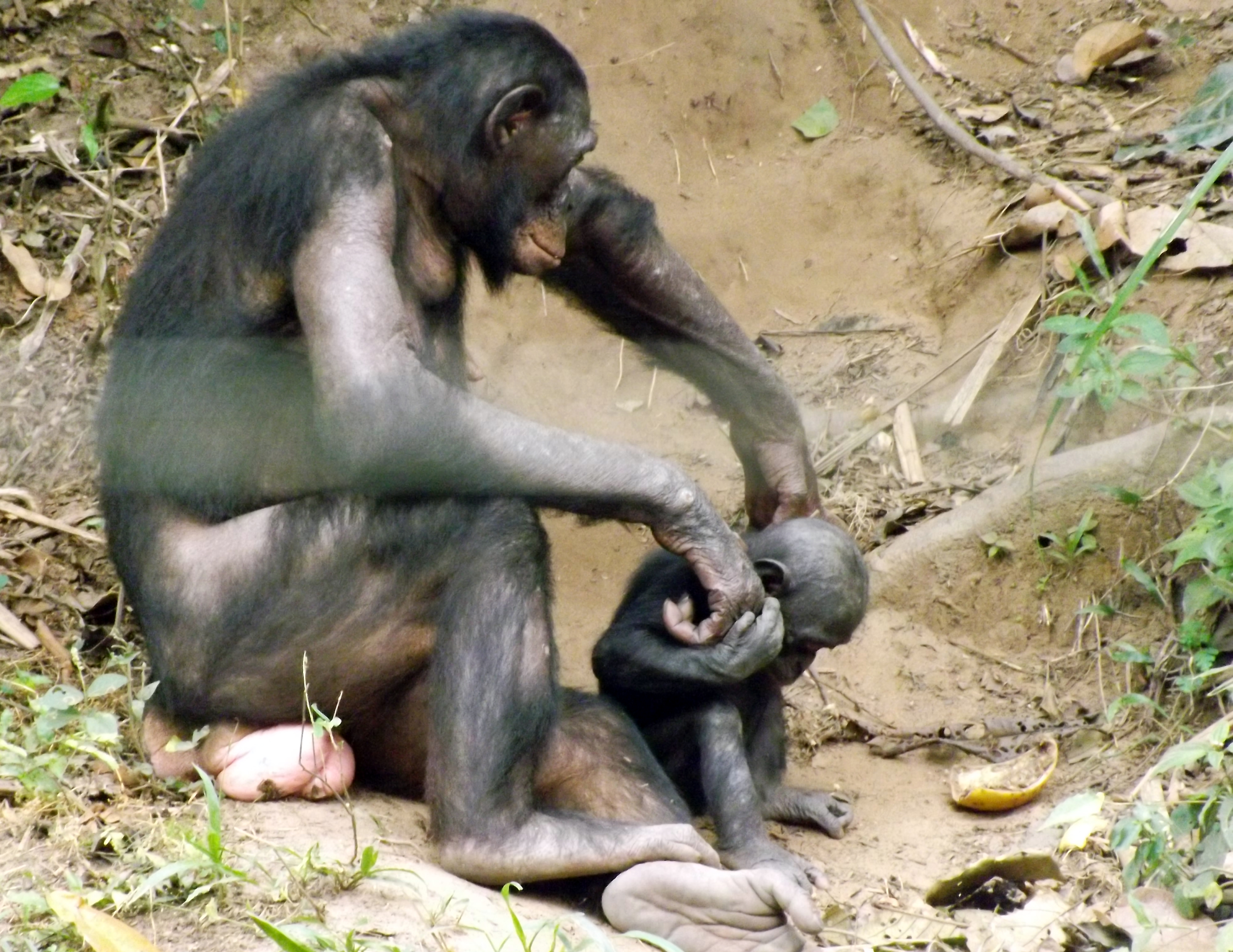
Una femmina gioca con il suo piccolo, al Lola ya Bonobo

L'osservazioni di esemplari selvatici in natura, mostrano come i maschi nelle comunità di scimpanzé comuni sono molto ostili contro i maschi esterni alla comunità, tanto che gruppi di maschi spesso 'pattugliano' il territorio per proteggerlo da maschi solitari, attaccandoli (arrivando talvolta a ucciderli) se trasgrediscono il territorio. Questo non sembra essere il comportamento dei maschi o delle femmine di bonobo, che sembrano preferire il contatto sessuale al confronto violento con gli estranei.
Sebbene i bonobo siano più pacifici degli scimpanzé, ciò non significa che non possano essere aggressivi. In natura, tra i maschi, i bonobo sono aggressivi la metà degli scimpanzé, mentre le femmine di bonobo sono più aggressive delle femmine di scimpanzé. Sia i bonobo che gli scimpanzé mostrano aggressività fisica oltre 100 volte in più degli umani.
L'areale dei bonobo e quello degli scimpanzé sono separati dal fiume Congo, con i bonobo che occupano la sponda meridionale e gli scimpanzé quella settentrionale. È stato ipotizzato che i bonobo abbiano sviluppato uno stile di vita più pacifico in parte a causa dell'abbondanza di vegetazione nutriente nel loro habitat naturale, che consente loro di viaggiare e nutrirsi in grandi gruppi, in contrasto con gli scimpanzé che devono anche competere per le stesse risorse con i gorilla.
Studi recenti mostrano che ci sono differenze significative nel cervello dei bonobo e degli scimpanzé. I bonobo hanno più volume di materia grigia nell'insula anteriore destra, nell'amigdala dorsale destra, nell'ipotalamo e nella corteccia prefrontale dorso-mediale destra, tutte regioni ritenute vitali per provare empatia, percepire l'angoscia altrui e provare ansia. Hanno anche una forte connessione tra l'amigdala, un'area importante che può innescare l'aggressività, e la corteccia cingolata anteriore ventrale, che negli esseri umani aiuta a controllare gli impulsi. Questa connessione più spessa potrebbe essere ciò che permette di regolare meglio i loro impulsi emotivi ed il loro comportamento.
La società dei bonobo è dominata dalle femmine, quindi spezzare il legame tra una madre ed un suo cucciolo di sesso maschile potrebbe rendere quest'ultimo più vulnerabile all'aggressione delle altre femmine. De Waal ha avvertito del pericolo di romanticizzare i bonobo: "Tutti gli animali sono competitivi per natura e cooperano solo in circostanze specifiche" e "quando ho scritto per la prima volta del loro comportamento, ho parlato di 'sesso per la pace' proprio perché i bonobo erano spesso in conflitto. Ovviamente non ci sarebbe bisogno di pacificazione se vivessero in perfetta armonia".
Surbeck e Hohmann hanno dimostrato nel 2008 che i bonobo a volte cacciano altre specie di scimmie. Sono stati documentati cinque casi in un gruppo di bonobo nel Parco nazionale di Salonga. Il gruppo ha mostrato comportamenti che sembravano riflettere una caccia cooperativa deliberata. In tre occasioni, la caccia ha avuto successo e le scimmie sono state uccise e mangiate.

### Intelligenza

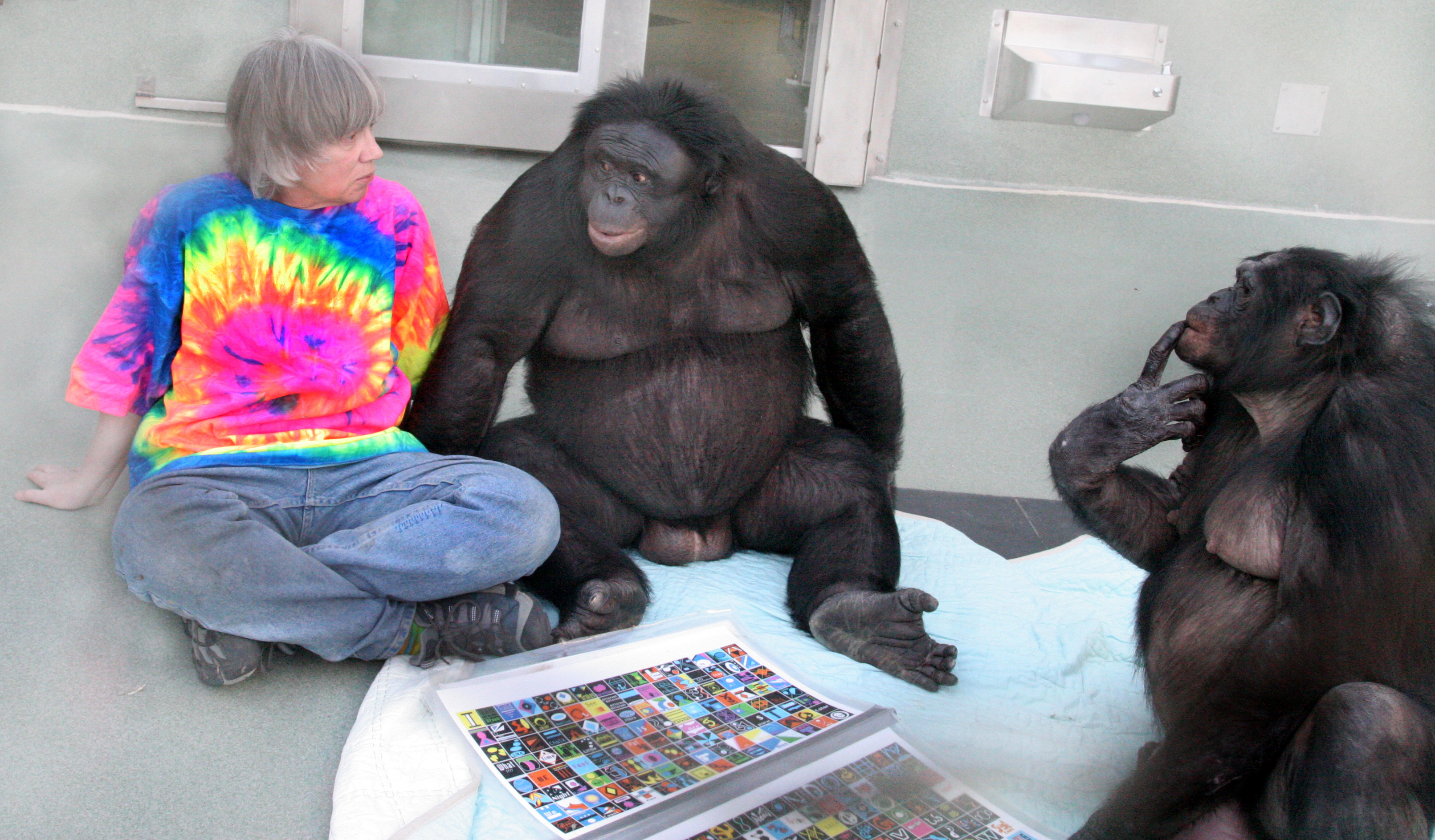
I bonobo Kanzi (C) e Panbanisha (R) con Sue Savage-Rumbaugh e la "tastiera" dei simboli

I bonobo sono in grado di superare il test di riconoscimento allo specchio per la consapevolezza di sé, come tutte le grandi scimmie. Comunicano principalmente attraverso mezzi vocali, sebbene i significati delle loro vocalizzazioni non siano ancora noti. Tuttavia, la maggior parte degli esseri umani comprende le loro espressioni facciali e alcuni dei loro gesti naturali, come l'invito a giocare. Il sistema di comunicazione dei bonobo selvatici include una caratteristica che in precedenza era conosciuta solo negli esseri umani: i bonobo usano lo stesso richiamo per indicare cose diverse in situazioni diverse e gli altri bonobo devono tenere conto del contesto quando determinano il significato. Due bonobo al Great Ape Trust, Kanzi e Panbanisha, hanno imparato a comunicare usando una tastiera etichettata con lessigrammi (simboli geometrici) e possono rispondere alle frasi pronunciate. Il vocabolario di Kanzi consiste di più di 500 parole inglesi e ha una comprensione di circa 3000 parole inglesi parlate. Kanzi può anche imparare osservando le persone che cercano di insegnare a sua madre; Kanzi iniziò a svolgere i compiti che a sua madre venivano insegnati semplicemente guardando, alcuni dei quali sua madre non era riuscita ad imparare. Alcuni, come il filosofo e bioetico Peter Singer, sostengono che questi risultati qualifichino i bonobo per i "diritti alla sopravvivenza e alla vita"- diritti che gli esseri umani teoricamente accordano a tutte le persone. Negli anni '90, a Kanzi fu insegnato a creare e usare semplici strumenti di pietra. Ciò è il risultato di uno studio condotto dai ricercatori Kathy Schick e Nicholas Toth, nonché in seguito da Gary Garufi. I ricercatori volevano verificare se Kanzi possedesse le capacità cognitive e biomeccaniche necessarie per creare e utilizzare strumenti di pietra: sebbene Kanzi fosse in grado di fare ciò, non li creò allo stesso modo in cui lo avrebbe fatto un umano, ma scagliò la pietra datagli contro una superficie dura o contro un altro ciottolo, il che gli permise di produrre una forza maggiore per iniziare una frattura invece che spezzandola tra le mani.
Come in altre grandi scimmie, nei bonobo è presente l'affiliazione di terzi verso la vittima - il contatto affine verso il destinatario di un'aggressione da parte di un membro del gruppo diverso dall'aggressore -. Uno studio del 2013 ha rilevato che sia l'affiliazione offerta spontaneamente da un astante alla vittima, sia l'affiliazione richiesta dalla vittima (affiliazione sollecitata), possono ridurre la probabilità di un'ulteriore aggressione da parte dei membri del gruppo sulla vittima. Tuttavia, solo l'affiliazione spontanea riduceva l'ansia della vittima, suggerendo così non solo che l'affiliazione non sollecitata abbia una funzione consolatoria, ma anche che il gesto spontaneo - più della protezione stessa - lavori come calmante per il soggetto angosciato. Gli autori ipotizzano che la vittima possa percepire l'autonomia motivazionale dello spettatore, che non necessita di un invito a fornire un contatto affine post conflitto. Inoltre, l'affiliazione spontanea - ma non sollecitata - a terze parti è stata influenzata dal legame tra consolatore e vittima (questo a sostegno dell'ipotesi della consolazione). È importante sottolineare che l'affiliazione spontanea ha seguito il gradiente empatico descritto per gli esseri umani, essendo per lo più offerta a parenti, poi amici, poi conoscenti (queste categorie sono state determinate utilizzando tassi di affiliazione tra individui). Quindi la consolazione nel bonobo può essere un fenomeno basato sull'empatia.
Sono stati segnalati casi in cui primati non umani hanno espresso gioia. Uno studio ha analizzato e registrato i suoni emessi da neonati umani e bonobo quando venivano solleticati. Sebbene la risata dei bonobo avesse una frequenza più alta, si è scoperto che la risata segue uno schema spettrografico simile a quello dei bambini umani.

## Tassonomia
Insieme allo scimpanzé comune, è una delle due specie del genere Pan. 
Studi preliminari sul DNA del bonobo avevano inizialmente mostrato un'uguaglianza almeno al 95% con quello di Homo sapiens. Grazie allo Chimpanzee Genome Project, un progetto che si occupa di determinare la mappa completa dei geni di scimpanzé e bonobo, è ora possibile avere dati più precisi riguardo alle differenze genetiche tra gli uomini e le specie appartenenti al genere Pan. Secondo alcuni autori, la differenza tra il genoma del bonobo e quello dell'uomo, ammonterebbe all'1,6% della sequenza. Tuttavia, studi più recenti portano al 6% questo valore. Alcuni scienziati sostengono che il bonobo dovrebbe essere riclassificato insieme allo scimpanzé comune, come membro del genere Homo: Homo paniscus, Homo sylvestris o Homo arboreus. Secondo altri è invece il termine Homo sapiens ad essere inadeguato e l'uomo andrebbe riclassificato sotto il genere Pan.

### Storia

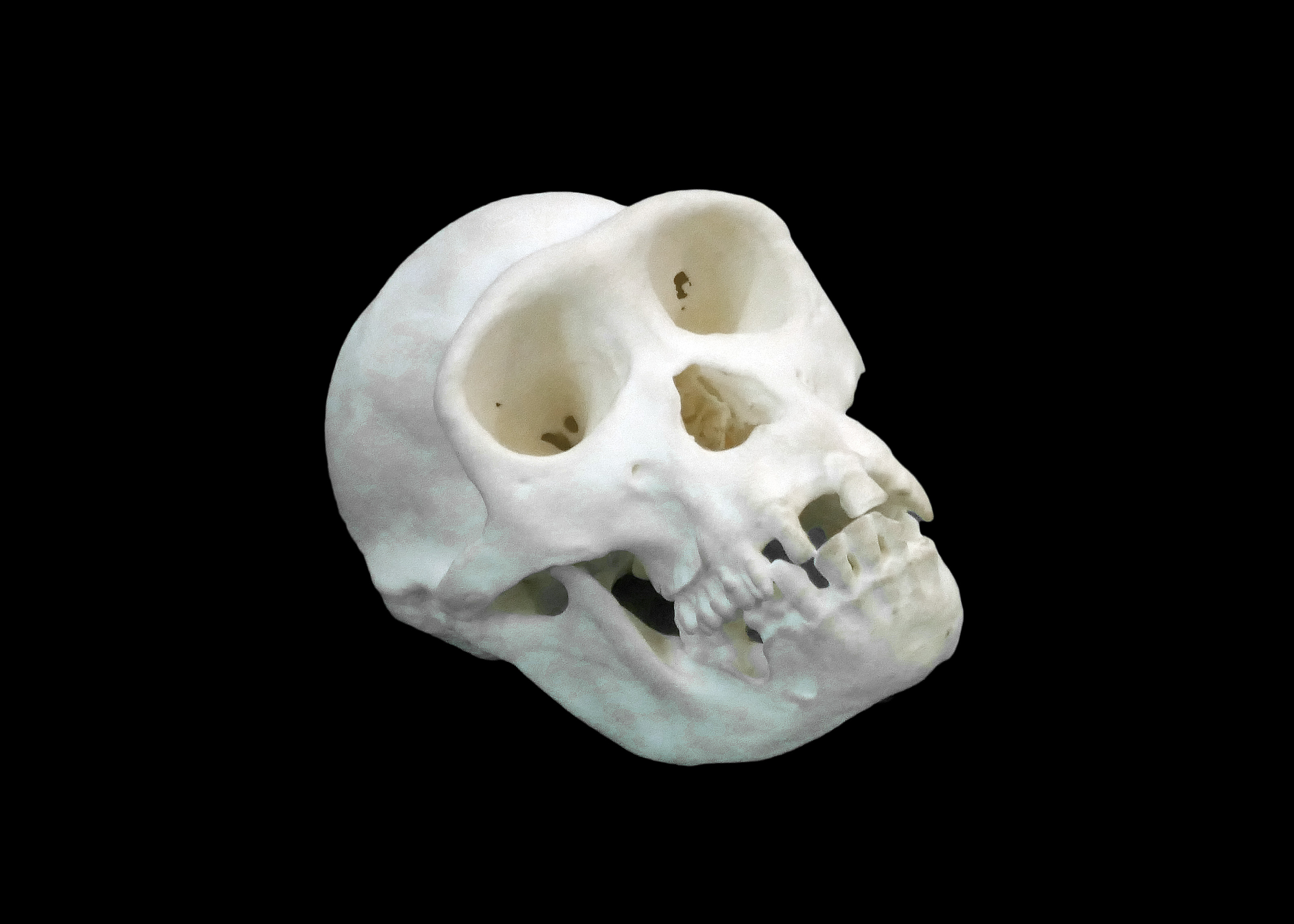
Cranio di bonobo, al Museo di Tervuren, Belgio

Il bonobo venne riconosciuto per la prima volta come taxon distinto nel 1928 dall'anatomista tedesco Ernst Schwarz, sulla base di un cranio nel Museo di Tervuren in Belgio che era stato precedentemente classificato come un giovane scimpanzé comune (Pan troglodytes). Schwarz pubblicò le sue scoperte nel 1929, classificando il bonobo come una sottospecie di scimpanzé. Nel 1933, l'anatomista americano Harold Coolidge lo elevò allo status di specie. Le principali differenze comportamentali tra bonobo e scimpanzé furono discusse per la prima volta in dettaglio da Tratz e Heck all'inizio degli anni '50. Lo psicologo e primatologo americano Robert Yerkes è stato uno dei primi a notare le importanti differenze comportamentali tra i due animali. I bonobo rimasero pressoché sconosciuti agli studiosi fino agli anni settanta, quando una spedizione scientifica giapponese andò ad osservare per la prima volta il comportamento di questi animali nel loro habitat naturale in Congo. Il sito di osservazione fondato dagli studiosi giapponesi a Wamba è la principale fonte di informazioni per lo studio dei bonobo in natura.
La prima pubblicazione ufficiale del sequenziamento e dell'assemblaggio del genoma del bonobo è stata pubblicata nel giugno 2012. Il genoma di una femmina dello zoo di Lipsia è stato depositato presso l'International Nucleotide Sequence Database Collaboration (DDBJ / EMBL / GenBank) con il numero di accesso EMBL AJFE01000000, dopo una precedente analisi del National Human Genome Research Institute, che ha confermato come il genoma del bonobo è divergente di circa lo 0,4% dal genoma dello scimpanzé.
Bonobo e scimpanzé sono le due specie che compongono il genere Pan e sono i parenti viventi più vicini all'uomo (Homo sapiens).
Il momento esatto in cui l'ultimo antenato comune di Pan e Homo si sia diviso è controverso, ma il confronto del DNA suggerisce un incrocio continuo tra i gruppi ancestrali Pan e Homo, post-divergenza, fino a circa 4 milioni di anni fa. Le prove fornite dall'esame del DNA suggeriscono che le specie di bonobo e scimpanzé comuni, si sono discostate approssimativamente 890.000-860.000 anni fa a causa della separazione di queste due popolazioni, probabilmente a causa dell'acidificazione e dalla diffusione delle savane all'epoca. Attualmente, queste due specie sono separate dal fiume Congo, che esisteva ben prima della data di divergenza, sebbene l'ancestrale Pan possa essersi disperso attraverso il fiume usando ponti che oggi non esistono più. I primi fossili di Pan (scoperti nel 2005 in Kenia) risalgono al Pleistocene medio, dopo la scissione tra bonobo e scimpanzé insieme ai primi fossili di Homo.
Secondo A. Zihlman, le proporzioni del corpo dei bonobo sono molto simili a quelle dell'Australopithecus, che ha portato il biologo evoluzionista Jeremy Griffith a suggerire che i bonobo potrebbero essere un esempio vivente dei nostri lontani antenati. Secondo gli antropologi australiani Gary Clark e Maciej Henneberg, i nostri antenati avrebbero attraversato una fase simile ad un bonobo con ridotta aggressività e cambiamenti anatomici associati, esemplificati in Ardipithecus ramidus. Tuttavia, altri studiosi considerano queste affermazioni speculative in quanto le proprietà muscolari degli antichi ominidi non sono ricavabili dai reperti fossili. Si osserva inoltre che i bonobo osservati in natura non hanno mostrato alcuna particolare tendenza alla locomozione bipede, se non in determinate occasioni.

### Filogenesi ed evoluzione
Lo studio dell'evoluzione del genere Pan è risultato molto difficile, a causa della mancanza di reperti fossili fino agli anni 2000. In base allo studio dei bonobo viventi, già dagli anni settanta si è postulato che questi possano essere evolutivamente molto vicini all'ultimo antenato comune dell'uomo e delle scimmie antropomorfe. Studi successivi confermano che bonobo e scimpanzé sono gli organismi viventi geneticamente più vicini all'uomo.
In base ad evidenze molecolari si ritiene che la linea evolutiva dei progenitori di scimpanzé e bonobo si sia separata da quella dei progenitori degli umani in un periodo compreso tra 4,5 milioni di anni fa e 7 milioni di anni fa.
La separazione tra le linee evolutive di bonobo e scimpanzé viene invece collocata, sempre in base ad evidenze genetiche, tra 1,8 milioni di anni fa e 900 000 anni fa. Si ritiene che tale separazione sia dovuta al corso del fiume Congo. Infatti, a differenza dell'uomo, questi primati non sono in grado di nuotare. La presenza del fiume, impedendo il flusso genico tra le rispettive popolazioni, avrebbe avviato il processo di speciazione allopatrica.

## Distribuzione e habitat

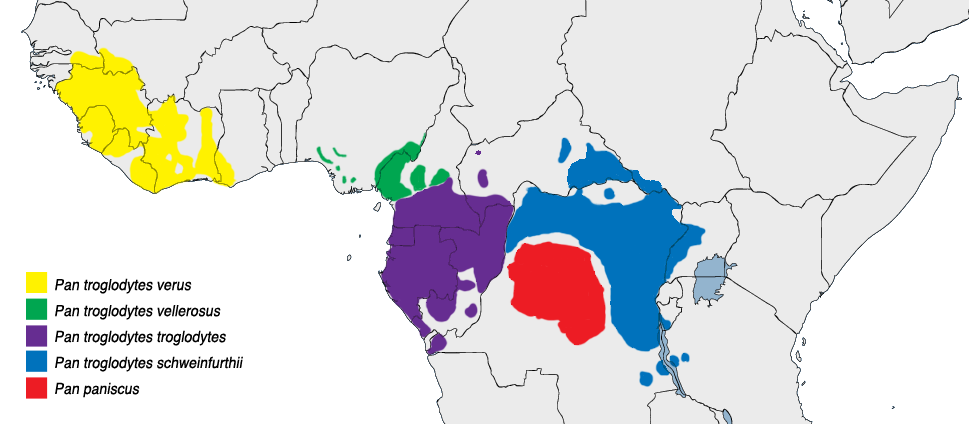
Areale di Pan paniscus (in rosso)

I bonobo hanno un areale discontinuo nelle foreste pluviali a sud del fiume Congo, nella Repubblica Democratica del Congo, compreso tra il fiume Lualaba a est, i laghi Tumba e Mai-Ndombe a ovest e il fiume Kasai a sud.
Lo scimpanzé comune vive sulla riva opposta del Congo. Non essendo nessuna delle due specie in grado di nuotare, ciò impedisce loro di entrare in contatto; si ritiene che il fiume possa essere stato la causa dell'originaria divergenza tra le due specie. Di fatto i fiumi della zona sono un ostacolo al flusso genico tra le popolazioni stesse di bonobo.
L'habitat naturale dei bonobo sono le foreste pluviali dell'Africa centrale, di norma tra i 300 e 700 metri di altitudine sul livello del mare, con clima stabile caldo-umido, costituite da un mosaico di foresta primaria e secondaria. Solo occasionalmente i bonobo si avventurano in aree non boschive o savane. Sono soliti costruire nidi sugli alberi, ad altitudini comprese tra i 5 e i 50 metri dal suolo.

## Conservazione

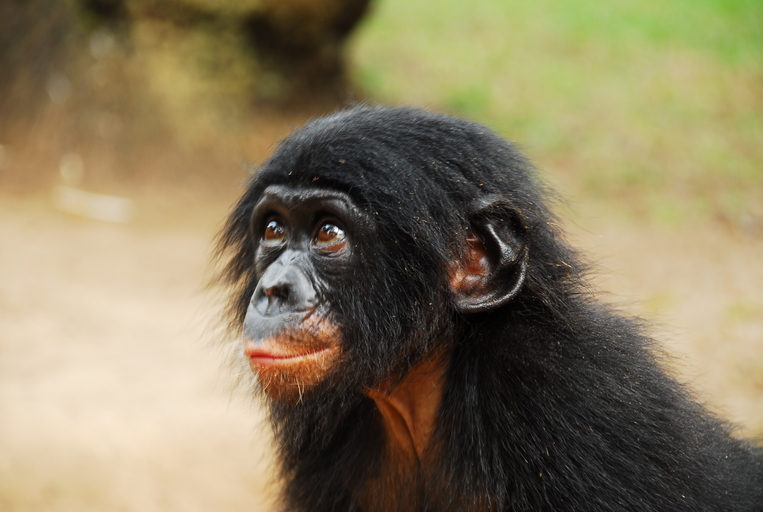
Un cucciolo presso il santuario di Lola ya Bonobo

La Lista Rossa IUCN classifica i bonobo come una specie in pericolo, con stime conservative della popolazione che vanno da 29.500 a 50.000 individui. Il calo della popolazione totale di bonobo viene stimato superiore al 50% in un periodo di 75 anni (pari a tre generazioni). I bonobo si riproducono lentamente (una femmina può far passare da 4 a 6 anni tra due eventi riproduttivi), il che li rende particolarmente sensibili ad eventuali minacce per la sopravvivenza. I maggiori pericoli per questa specie derivano dallo sfruttamento e conseguente distruzione dell'habitat per le attività umane, (agricoltura, espansione urbana, inquinamento) e dalla caccia per il mercato della bushmeat. Quest'ultima attività è aumentata notevolmente durante la prima e la seconda guerra del Congo nella Repubblica Democratica del Congo a causa della presenza di milizie pesantemente armate anche in remote aree "protette", come il Parco Nazionale di Salonga. Il bonobo viene inoltre catturato illegalmente per scopi commerciali, quali la vendita come animale domestico o l'utilizzo per test medici. L'instabilità politica, i conflitti e la disponibilità di armi nella zona sono un'altra causa di rapida decrescita della popolazione, non solo per i bonobo ma per buona parte degli animali che vivono in queste foreste.
Poiché l'habitat dei bonobo è condiviso con le persone, il successo finale degli sforzi di conservazione della specie dipende ancora dal coinvolgimento delle comunità locali. La questione dei parchi contro le persone è saliente all'areale dei bonobo di Cuvette Centrale. Esiste una forte resistenza congolese locale e di ampia portata alla creazione di parchi nazionali, poiché le comunità indigene sono state spesso cacciate dalle loro foreste proprio per l'istituzione dei parchi. L'unica area protetta che coincide con l'areale del bonobo ricade nell'area protetta del Salonga National Park, di circa 36.000 km², gestito dall'Institut Congolais pour la Conservation de la Nature (ICCN). Tuttavia le leggi sulla protezione ambientale sono scarsamente rispettate e l'unica presenza attiva nella protezione ambientale nella regione sono le ONG, che collaborano con l'ICCN. Inoltre, diversi progetti di ricerca forniscono dati utili alla conservazione della specie. Dal 2006 esistono nella zona altre due aree protette: la riserva faunistica Lomako-Yokokala e la riserva naturale Tumba-Lediima. Dal 2008 l'area di Tumba-Ngiri-Maindombe è stata inclusa nella Convenzione di Ramsar. Tuttavia, all'interno delle istituzioni non vi è alcun coinvolgimento della popolazione locale e le indagini condotte dal 2000 indicano che il bonobo, l'elefante africano delle foreste e altre specie, sono state devastate dal bracconaggio e dal fiorente commercio di carne selvatica. Al contrario, esistono aree in cui il bonobo e la biodiversità prosperano ancora senza l'aiuto di aree protette, grazie alle credenze e ai tabù indigeni contro l'uccisione dei bonobo.
Durante le guerre degli anni '90, i ricercatori e le organizzazioni non governative internazionali (ONG) furono cacciati dall'habitat dei bonobo. Nel 2002, la Bonobo Conservation Initiative ha avviato il Bonobo Peace Forest Project, sostenuto dal Global Conservation Fund of Conservation International in collaborazione con istituzioni nazionali, ONG locali e comunità locali. Il Peace Forest Project lavora con le comunità locali per stabilire una mappatura di riserve collegate, basate sulla comunità gestite da popolazioni locali e indigene. Questo modello, implementato principalmente attraverso le organizzazioni della RDC e le comunità locali, ha contribuito a realizzare accordi per la protezione di oltre 50.000 miglia quadrate (130.000 km²) dell'habitat del bonobo. Secondo la dottoressa Amy Parish, la Bonobo Peace Forest Project, "sarà un modello per la conservazione nel 21º secolo".
La città portuale di Basankusu è situata sul fiume Lulonga, alla confluenza dei fiumi Lopori e Maringa, nel nord del paese, il che la rende un punto strategico per ricevere e trasportare merci locali verso le città di Mbandaka e Kinshasa. Essendo Basankusu l'ultimo porto di materie prime del Bacino di Lopori e del fiume Lomako - il cuore dell'areale dei bonobo - gli sforzi per la conservazione del bonobo usano questa città come base operativa.
Nel 1995, la preoccupazione per la diminuzione del numero di bonobo in natura, ha portato la Zoological Society of Milwaukee, a Milwaukee, Wisconsin, con il contributo di numerosi esperti da tutto il mondo, a pubblicare il Piano d'Azione per Pan paniscus: un rapporto su popolazioni e proposte libere per la loro conservazione. Il piano d'azione raccoglie i dati sulla popolazione dei bonobo recuperati in 20 anni di ricerca condotta in vari siti in tutto l'areale del bonobo. Il piano identifica le azioni prioritarie per la conservazione dell'animale e funge da riferimento per lo sviluppo di programmi di conservazione per ricercatori, funzionari governativi e agenzie donatrici.
Agendo in base alle raccomandazioni del piano d'azione, ZSM ha sviluppato la Bonobo and Congo Biodiversity Initiative. Questo programma include la conservazione dell'habitat e della foresta pluviale, la formazione per i cittadini congolesi e le istituzioni di conservazione, la valutazione e il monitoraggio della fauna selvatica e l'istruzione. La Zoological Society ha condotto indagini regionali all'interno dell'areale del bonobo, in collaborazione con la formazione di ricercatori congolesi sulla metodologia delle indagini e sul monitoraggio della biodiversità. L'obiettivo iniziale della Zoological Society era quello di esaminare il Parco nazionale di Salonga per determinare lo stato di conservazione del bonobo all'interno del parco e fornire assistenza finanziaria e tecnica per rafforzare la protezione del parco. Con lo sviluppo del progetto, la Zoological Society è diventata più coinvolta nell'aiutare i congolesi che vivono nell'habitat dei bonobo.
Con sovvenzioni dalle Nazioni Unite, USAID, Ambasciata degli Stati Uniti, World Wildlife Fund e molti altri gruppi e individui, la Zoological Society ha anche lavorato per:
- esaminare la popolazione di bonobo e il loro habitat per trovare un modo per proteggere queste scimmie;
- sviluppare misure anti-bracconaggio per aiutare a salvare scimmie, elefanti delle foreste e altri animali in via di estinzione nel Parco nazionale di Salonga in Congo: un sito del patrimonio mondiale delle Nazioni Unite;
- fornire formazione, educazione all'alfabetizzazione, tecniche agricole, scuole, attrezzature e posti di lavoro per congolesi che vivono vicino agli habitat dei bonobo, in modo che abbiano un interesse acquisito nella protezione delle grandi scimmie. La ZSM ha avviato un progetto agricolo per aiutare i congolesi ad imparare a coltivare e dipendere meno dalla caccia agli animali selvatici;
- creazione di nuovi metodi di conservazione su piccola scala che possano essere utilizzati in tutto il Congo.

A partire dal 2003, il governo degli Stati Uniti ha stanziato 54 milioni di dollari per il Congo Basin Forest Partnership. Questo investimento significativo ha innescato il coinvolgimento di ONG internazionali per stabilire basi nella regione e lavorare per sviluppare programmi di conservazione dei bonobo. Questa iniziativa dovrebbe aumentare le probabilità di sopravvivenza dei bonobo, ma il suo successo può ancora dipendere dalla creazione di un maggiore coinvolgimento e capacità nelle comunità locali e indigene.
Si ritiene che la popolazione dei bonobo sia diminuita drasticamente negli ultimi 30 anni, sebbene le indagini siano state difficili da effettuare nel Congo centrale devastato dalla guerra. Le stime variano da 60.000 a meno di 50.000 individui, secondo il World Wildlife Fund. Inoltre, le parti interessate hanno affrontato diverse crisi su vari siti web scientifici ed ecologici. Organizzazioni come il World Wide Fund for Nature, l'African Wildlife Foundation e altre, stanno cercando di focalizzare l'attenzione sul rischio estremo per la specie. Alcuni hanno suggerito di istituire una riserva in una parte più stabile dell'Africa, o su un'isola in un luogo come l'Indonesia. La consapevolezza è in continua crescita e anche siti non scientifici o ecologici hanno creato vari gruppi per raccogliere donazioni destinate a favorire la conservazione di questa specie.
La specie è inserita nell'Appendice I della Convention on International Trade of Endangered Species (CITES), il che significa che ne è proibito ogni commercio e sfruttamento.

## Nella cultura popolare
- Bonobo Power è la quattordicesima traccia del disco Le dimensioni del mio caos di Caparezza, dedicata proprio al bonobo. Nella canzone si sostiene ironicamente che il bonobo sia biologicamente superiore all'uomo, in virtù della sua pacifica e stabile organizzazione sociale dovuta alla mancanza di frustrazione sessuale.
- Al Bonobo Kanzi è dedicata l'omonima canzone di Patrizia Laquidara contenuta nel disco Indirizzo portoghese.
- Nel film L'alba del pianeta delle scimmie e nel suo sequel Apes Revolution - Il pianeta delle scimmie, uno dei personaggi (e antagonista del secondo film) è un bonobo di nome Koba. Certi esperti di primati hanno notato come il comportamento aggressivo di Koba non corrisponde a quello dei bonobo reali, che sono notevolmente più pacifici degli scimpanzé, rappresentati nella serie come personaggi eroici.[120]

- Nell’anime “Shinsekai Yori” nell’episodio 4 vengono menzionati i bonobo come esempio di società di cui gli umani hanno assimilato i comportamenti sociosessuali.

## Galleria d'immagini

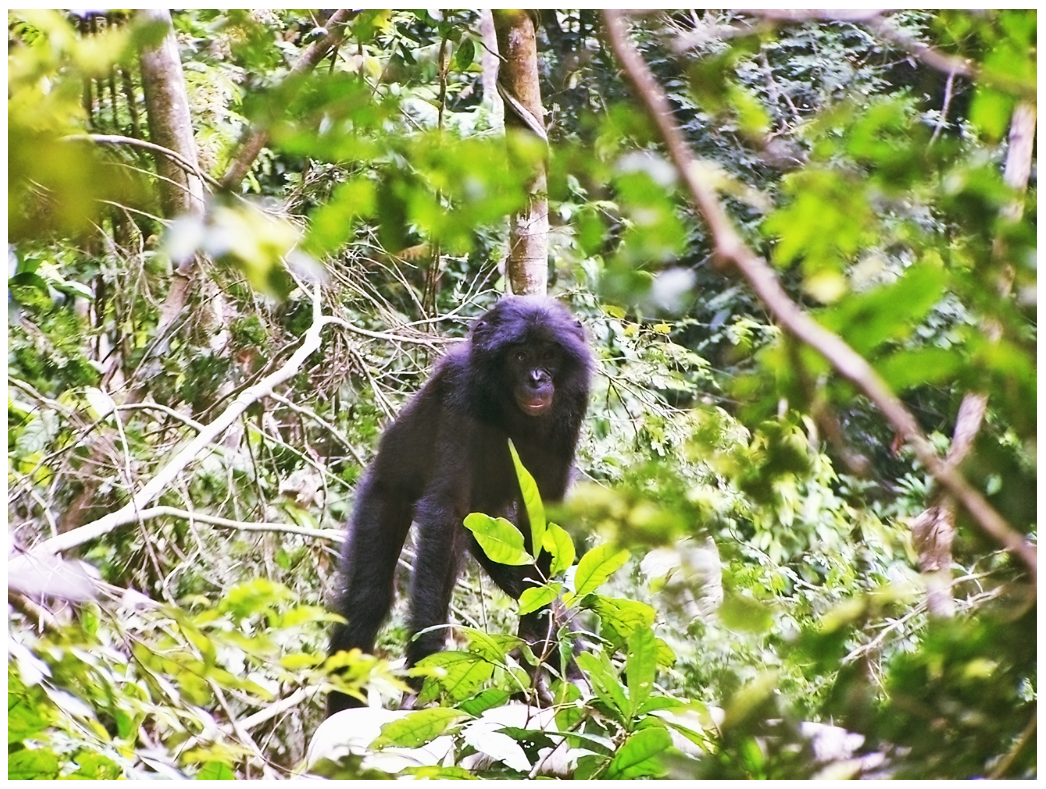
Rara immagine di un bonobo in ambiente naturale
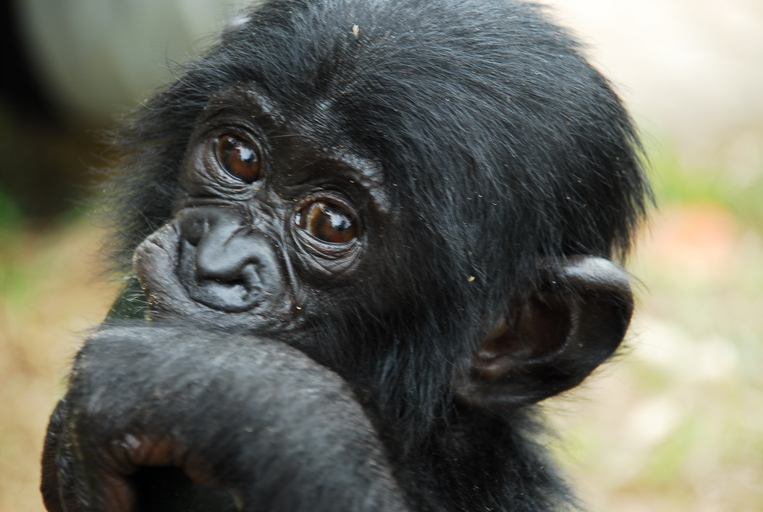
Cucciolo
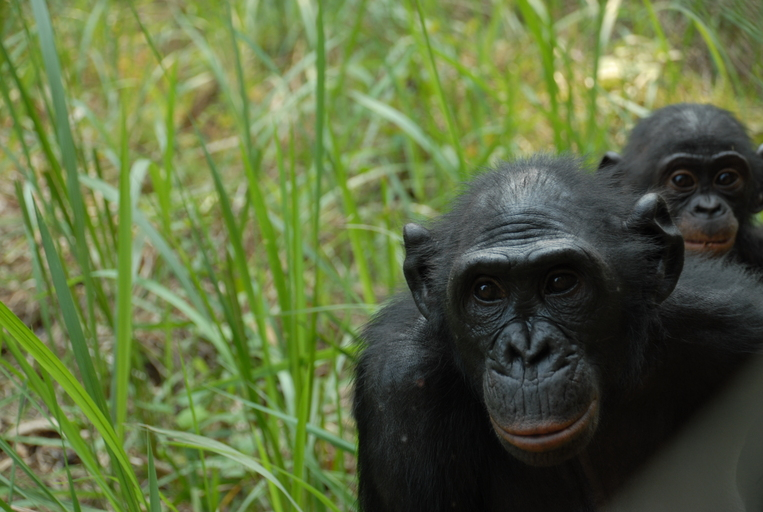
Femmina con cucciolo
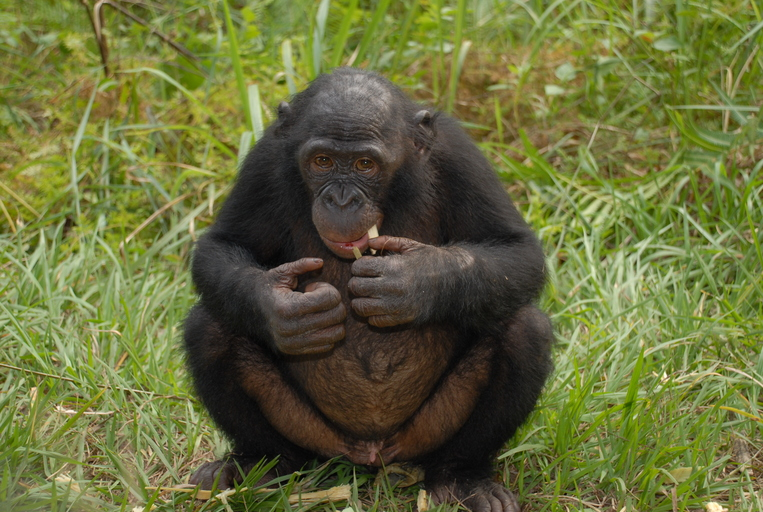
Alimentazione
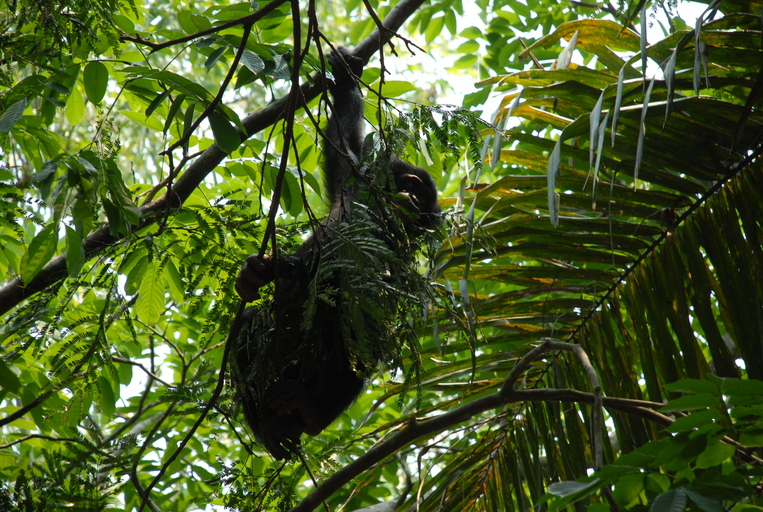
Progressione arborea
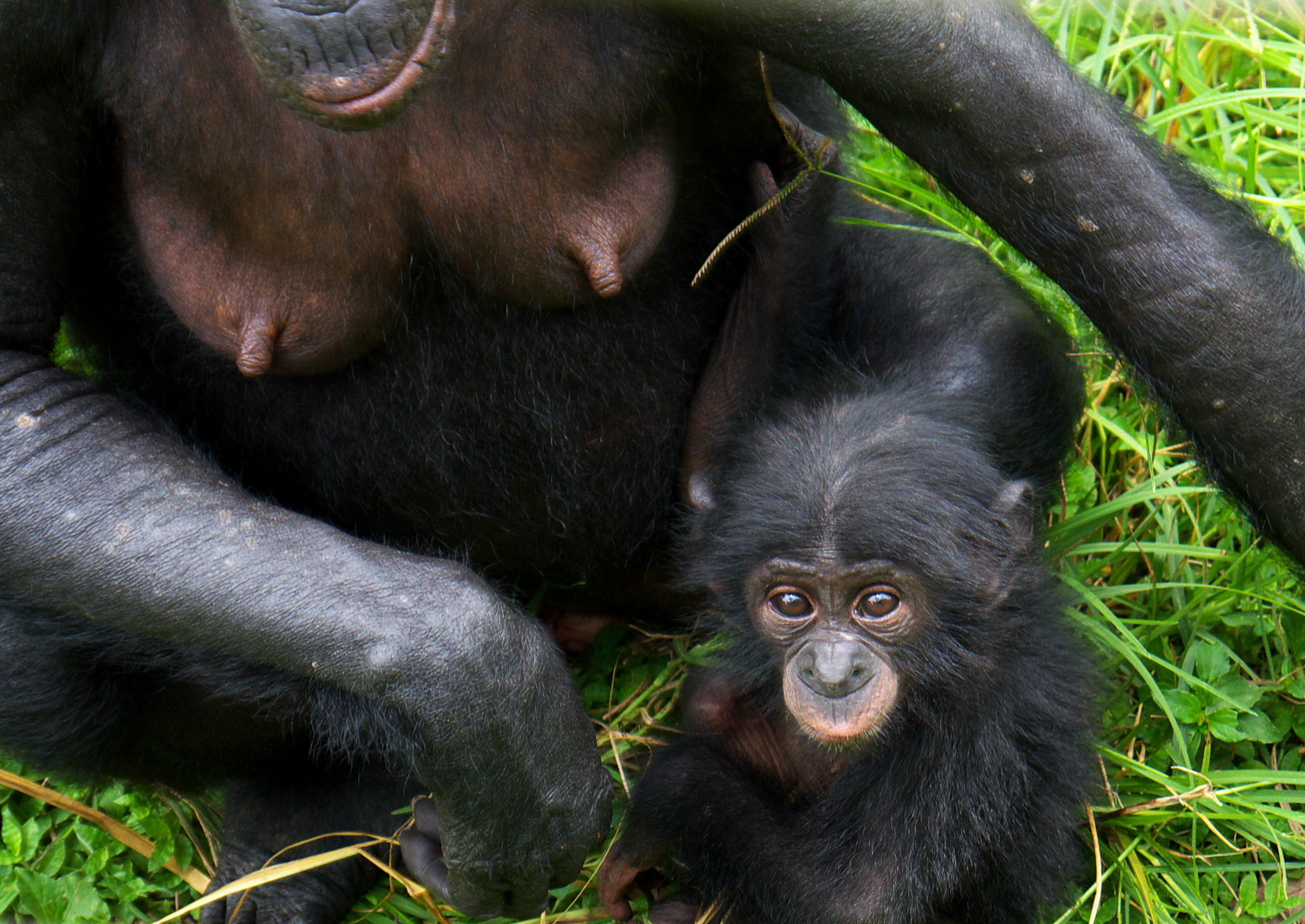
Cure parentali